# Смерть Сталіна (фільм)
«Смерть Сталіна» (англ. The Death of Stalin) — британсько-французька сатирична комедія шотландського режисера італійського походження Армандо Яннуччі, відомого та популярного на заході завдяки комедійному фільму «У петлі» та телесеріалам «Віце-президент» та «У вирі подій». В основу сюжету ліг однойменний французький графічний роман Фаб'єна Нурі та Тьєрі Робіна «La mort de Staline». Події фільму розгортаються в березні 1953 року після смерті багаторічного радянського диктатора Йосипа Сталіна. Поки прості громадяни в репресивній системі ще не знають, чим обернеться цей катаклізм на верхах, між найближчими соратниками розгортається боротьба за місце наступного генсека.
Головні ролі зіграли Стів Бушемі, Джейсон Айзекс, Руперт Френд, Майкл Пелін, Ольга Куриленко. Політичну комедію випустила кінокомпанія eOne Films, прем'єра фільму відбулась на 42-му щорічному міжнародному кінофестивалі в Торонто 15 вересня 2017. 20 жовтня комедія вийшла у прокат в Сполученому Королівстві, тоді як в Україні показ тривав з 25 січня. Фільм отримав загалом схвальні відгуки з боку кінокритиків.
На фоні спроб російського керівництва відродити культ Сталіна кінопрокат стрічки в РФ заборонили, деякі російські політики та чиновники охарактеризували її як «сплановану провокацію».

## Сюжет
Події розгортаються в Москві в березні 1953 року. Йосип Сталін телефонує до театру і хоче послухати запис концерту, який щойно завершився. Тому оркестру доводиться зіграти заново, тим часом тривають репресії. Директор союзного радіо розшукує диригента, а той вже думає, що його приїхали забрати в табори. З платівкою музикантка, Марія Юдіна передає Сталіну записку про те, що ненавидить його і бажає тирану якнайшвидшої смерті. Сталіна записка тільки смішить, але тут йому стає зле, під музику від падає в своєму кабінеті. Охорона боїться потривожити генсека, і лише вранці його знаходять непритомним у калюжі сечі.
Лаврентій Берія першим прибуває на місце і забирає документи зі списками неблагонадійних членів партії, куди занесено і його. Слідом біля Сталіна опиняються Маленков та Хрущов, а за ними Каганович, Мікоян, Булганін та інші партійні бонзи. Вони усвідомлюють, що Сталін помер, але зображають турботу, шукаючи лікарів. Утім, не знаходять, оскільки найкращих розстріляли за «справою лікарів». Врешті констатується смерть, та раптом Сталін приходить до тями. Претенденти на роль наступного генсека кожен по-своєму тлумачать жести Сталіна, який слідом помирає вже насправді. Хронічно п'яний Василь Сталін звинувачує всіх довкола у вбивстві батька, але реальної влади він не має. Берія закриває виїзди з Москви і замінює список «ворогів народу» померлого на власний. НКВД конфіскує майно з дачі Сталіна та позбавляється від його двійників і обслуги.
Берія досягає прихильності Молотова, звільнивши його дружину з ув'язнення. Після цього він збирається амністувати багатьох засуджених, аби отримати популярність в народу. Проте Молотов, по-рабському вірний ідеям сталінізму, протестує. Маленков обіймає посаду голови Ради міністрів, Хрущов розпоряджається організацією похоронів. Берія кличе на церемонію священиків, аби показати, як він реформує країну.
Хрущов дає наказ дозволити простому народу прибути на похорони, НКВД відкриває по них вогонь. Жуков тим часом пропонує вигадати якусь легенду про Сталіна, зобразивши його героєм. Берія, бачачи як без його наказів кожен робить що хоче, викриває всіх у злочинах, які ті робили зі страху перед Сталіним. Проти Берії готується змова.
Претенденти на наступництво попри неприязнь збираються разом нести труну та бути присутніми на промові на мавзолеї. Жуков тим часом влаштовує арешт Берії, Хрущов примушує Маленкова підписатися під звинуваченням Берії в різноманітних справжніх і вигаданих злочинах і зачитує вирок: розстріл. Берію вбивають, а тіло спалюють.
Хрущов очолює Радянський Союз, а за кілька років усуває старе керівництво. Фільм завершується, як почався, концертом, де грає Марія Юдіна. Члени компартії поки що сидять разом, серед них Леонід Брежнєв, що у свій час змістить Хрущова.

## В ролях
- Стів Бушемі в ролі Микити Хрущова
- Саймон Рассел Біл[en] у ролі Лаврентія Берії
- Патрік Консідайн у ролі Андреєва, режисера звукозапису
- Руперт Френд у ролі Василя Сталіна
- Джейсон Айзекс у ролі Георгія Жукова
- Майкл Пелін у ролі В'ячеслава Молотова
- Андреа Райзборо в ролі Світлани Аллілуєвої
- Джефрі Тембор[en] у ролі Георгія Маленкова
- Едріан Маклафлін[en] у ролі Йосипа Сталіна
- Ольга Куриленко в ролі Марії Юдіної
- Пол Вайтгаус у ролі Анастаса Мікояна
- Пол Чагіді в ролі Миколи Булганіна
- Дермот Кравлі[en] в ролі Лазаря Кагановича
- Юстін Едвардс[en] у ролі Спартака Соколова
- Вічард Брейк у ролі Тарасова
- Джонатан Аріс у ролі Межникова
- Роджер Ештон-Гріфітс у ролі Музиканта
- Джеймс Беріскол у ролі Генерала

## Задум
Фільм заснований на графічному романі (коміксі) французьких авторів Фаб'єна Нурі та Тьєрі Робіна, «La Mort de Staline. Une histoire vraie … soviétique» («Смерть Сталіна. Історія, істинно … радянська»). Перший том коміксу під назвою «Агонія» вийшов у 2010 році, а другий — «Похорон» — 2012. Фаб'єн Нурі звернувся до страшної історії смерті радянського вождя, маючи намір створити власний кіносценарій трилера, але в підсумку спільно з Тьєрі Робіном вирішив втілити задум у коміксі, формат якого краще відображав би трагізм історії. Як стверджує сам Фаб'єн Нурі, він «не винайшов нічого нового», а навпаки, був змушений вилучити деякі історичні деталі, які виявилися надто божевільними, а основним натхненням для сюжету називає стрічку «Доктор Стрейнджлав».
При роботі над сценарієм, британські автори — Армандо Яннуччі, Девід Шнайдер, Ієн Мартін, Пітер Фелловз — використовували оповідну структуру, створену Нурі і Робеном, посилили сатиричне спрямування, порівняно з більш серйозною графічною новелою, але зберегли жах і трагізм історичної епохи. За словами Яннуччі, автори намагалися поставитися до історичних подій з максимальною повагою, з розумінням «тієї напруги, яка пронизувала радянське суспільство в той час». Але в той же час, комедійну стрічку можна використовувати для дослідження світогляду політиків сталінського періоду і сміятися над «підкилимними інтригами цих дорослих людей, які раптом поводяться, як діти».
У ході підготовки до зйомки автори сценарію відвідали Кремль, дачу Сталіна в Сочі, спілкувалися з істориками і мешканцями Москви, що жили в столиці на початку 1950-их років. Серед переглянутих російських фільмів Армандо Яннуччі називає «Хрустальов, машину!» Олексія Германа і «Стомлені сонцем» Микити Михалкова.
Частину зйомок здійснено в Києві (зокрема, сцену арешту Лаврентія Берії знято у Києво-Печерській лаврі і пізніше накладено зображення кремлівської стіни).

## Відгуки кінокритиків

### Іноземні критики
Стрічка отримала схвальні відгуки іноземних кінокритиків. Так на сайті-агрегаторі відгуків критиків Rotten Tomatoes фільм отримав рейтинг 97 % із середньою оцінкою у 8,3/10. З урахуванням 60 оглядів кінокритиків сайт підсумовує, що «Смерть Сталіна» представляє режисера і співавтора сценарію Армандо Януччі розвінчувачем умовностей, який своїм скабрезним політичним гумором висвітлив сторінку історії з до болю своєчасними паралелями".
На аналогічному сайті Metacritic фільм отримав оцінку 88 із 100, з урахуванням 13 оглядів кінокритиків. Британський кіножурнал Empire зазначив, що попри те, що в картині описана «один з найтемніших розділів сучасної історії», фільм вийшов «абсолютно кумедним».

### Українські критики
Стрічка отримала схвальні відгуки українських кінокритиків. Зокрема, Лєна Чиченіна з телеканалу espreso.tv назвала стрічку «доволі ексцентричною політичною сатирою … [де] зло повністю позбавлене величності. Воно не страшне, не всемогутнє, а навпаки — дурнувате і карикатурне».
Оглядач сайту mrpl.city Іван Синєпалов розташував стрічку на 7 місці у переліку найкращих фільмів, що вийшли в український прокат у 2018 році, назвавши «Смерть Сталіна» «хорошою пігулкою від скрєп».

## Заборона на показ стрічки

### Відкликання прокатного посвідчення в Росії
В Росії кінокартина отримала менш позитивні оцінки, ніж загалом у світі. Так, член Суспільної ради РФ Павло Пожигайло угледів у стрічці «сплановану провокацію» з метою викликати невдоволення російських комуністів, назвавши фільм частиною плану із «дестабілізації Росії й розколу суспільства». Голова російської Партії Велика Вітчизна Микола Стариков заявив, що фільм є «недружнім актом з боку британського класу інтелектуалів» і елементом «антиросійської інформаційної війни», спрямованої на дискредитацію постаті радянського диктатора.
23 січня, тобто за 2 дні до прем'єри, Міністерство культури Російської Федерації відкликало прокатне посвідчення фільму. Експерти відомства виявили у ньому ознаки екстремізму, приниження гідності «російської (радянської) людини» та пропаганду неповноцінності за соціальною чи національною приналежністю. Підставою для цього став підпункт Д пункту 20 правил про видачу прокатних посвідчень. Відповідно до нього посвідчення може бути відкликано в разі «виявлення під час публічної демонстрації фільму матеріалів, що містять інформацію, поширення якої заборонено законодавством Російської Федерації».
25 січня 2018 року, незважаючи на відкликання прокатного посвідчення, сеанси відбулися в московському кінотеатрі «Піонер», що належить бізнесменові Олександру Мамуту. Міністерство культури РФ заявило про намір перевірити повідомлення ЗМІ про факт показу стрічки, а також повідомило, що в разі їх підтвердження «щодо кінотеатру буде порушено справу про адміністративне правопорушення». На наступний день, 26 січня, до кінотеатру прибули представники поліції.

## Непоказ фільму у 8 областях України
25 січня 2018 року стало відомо, що прокатник фільму Вольґа Україна не покаже фільм у 8 обласних центрах України: Житомирі, Запоріжжі, Івано-Франківську, Луцьку, Миколаєві, Рівному, Хмельницькому та Чернівцях. Кінотеатри у цих регіонах пояснювали це «відсутністю екранного часу» для цього фільму.
Голова Держкіно Пилип Іллєнко припустив, що причина відмови кінотеатрів 8 областей України показати фільм є те, що в Україні є недостатня кількістю кінотеатрів, а «не якісь політичні, чи інші причини». У прокатній компанії Вольґа Україна пояснили причину відмови кінотеатрів 8 областей України показати фільм невпевненістю кінотеатрів в успіху фільму.
В результаті у Івано-Франківську кінотеатри знайшли знімальний час.

## Нагороди та номінації
| Список нагород та номінацій | Список нагород та номінацій | Список нагород та номінацій           | Список нагород та номінацій               | Список нагород та номінацій | Список нагород та номінацій |
| Кінофестиваль/Кінопремія    | Рік                         | Категорія                             | Номінант(и)                               | Результат                   | Дж                          |
| --------------------------- | --------------------------- | ------------------------------------- | ----------------------------------------- | --------------------------- | --------------------------- |
| Премія BAFTA                | 18.02.2018                  | Найкращий британський фільм           | Смерть Сталіна                            | Номінація                   |                             |
| Премія BAFTA                | 18.02.2018                  | Найкращий адаптований сценарій        | Армандо Яннуччі, Єн Мартін, Девід Шнайдер | Номінація                   |                             |
| Європейський кіноприз       | 15.12.2018                  | Найкращий комедійний фільм            | Смерть Сталіна                            | Перемога                    | [ 29 ]                      |
| Європейський кіноприз       | 15.12.2018                  | Приз глядацьким симпатій              | Смерть Сталіна                            | Номінація                   |                             |
| Премія «Магрітт»            | 02.02.2019                  | Найкращий фільм спільного виробництва | Смерть Сталіна                            | Номінація                   | [ 30 ]                      |